# Oncideres bondari
Oncideres bondari är en skalbaggsart som beskrevs av Julius Melzer 1923. Oncideres bondari ingår i släktet Oncideres och familjen långhorningar. Inga underarter finns listade i Catalogue of Life.